# Carl Otto Hager
Carl Otto Hager (* 16. Oktober 1813 in Dresden, Königreich Sachsen; † 8. Oktober 1898 in Stellenbosch, Kapkolonie) war ein deutscher Architekt. Er gilt als einer der ersten wichtigen Vertreter des neugotischen Stils in Südafrika.

## Leben

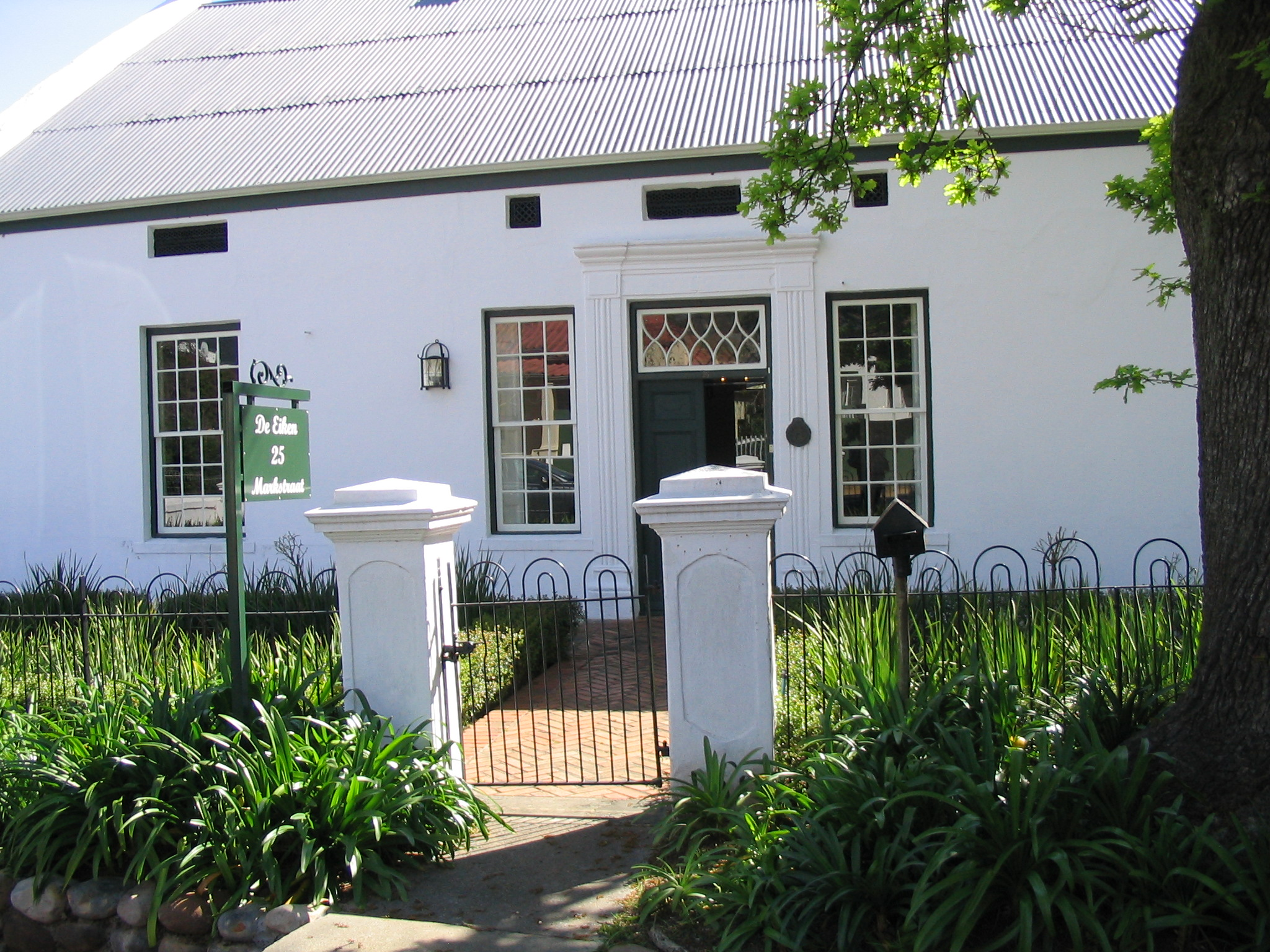
„De Eiken“ (Die Eichen) in Stellenbosch, das Haus in dem Carl Otto Hager zwischen 1854 und 1898 lebte.

Hager studierte von 1828 bis 1834 Architektur an der Dresdner Kunstakademie. Im Anschluss studierte er noch weitere drei Jahre. Nach einer praktischen Ausbildung wanderte er im Dezember 1838 zusammen mit seinem Studienkollegen Carel Sparmann in die Kapkolonie aus. Beide eröffneten in Kapstadt ein Konstruktionsbüro. 1840 wurden sie dort mit der Planung der St. Mary’s Cathedral betraut. Nach deren Vollendung trennten sich die Wege von Sparmann und Hager.
Hager zog 1841 nach Stellenbosch, im Jahr darauf nach Paarl, wo er als Porträtmaler arbeitete. Im April 1845 kehrte er wieder nach Deutschland zurück, ging aber im Dezember 1846 zusammen mit seiner verwitweten Mutter erneut nach Südafrika und eröffnete in Kapstadt einen Tabakladen. 1861 ließ Hager sich wieder in Stellenbosch nieder. Dort entstand in den Jahren 1862 bis 1865 mit der Neugestaltung der Moederkerk sein bekanntester Bau, mit der er den Gebrauch gotischer Elemente im Kirchenbau in Südafrika maßgeblich beeinflusste.

## Bauten
- Lutherische Kirche, Stellenbosch

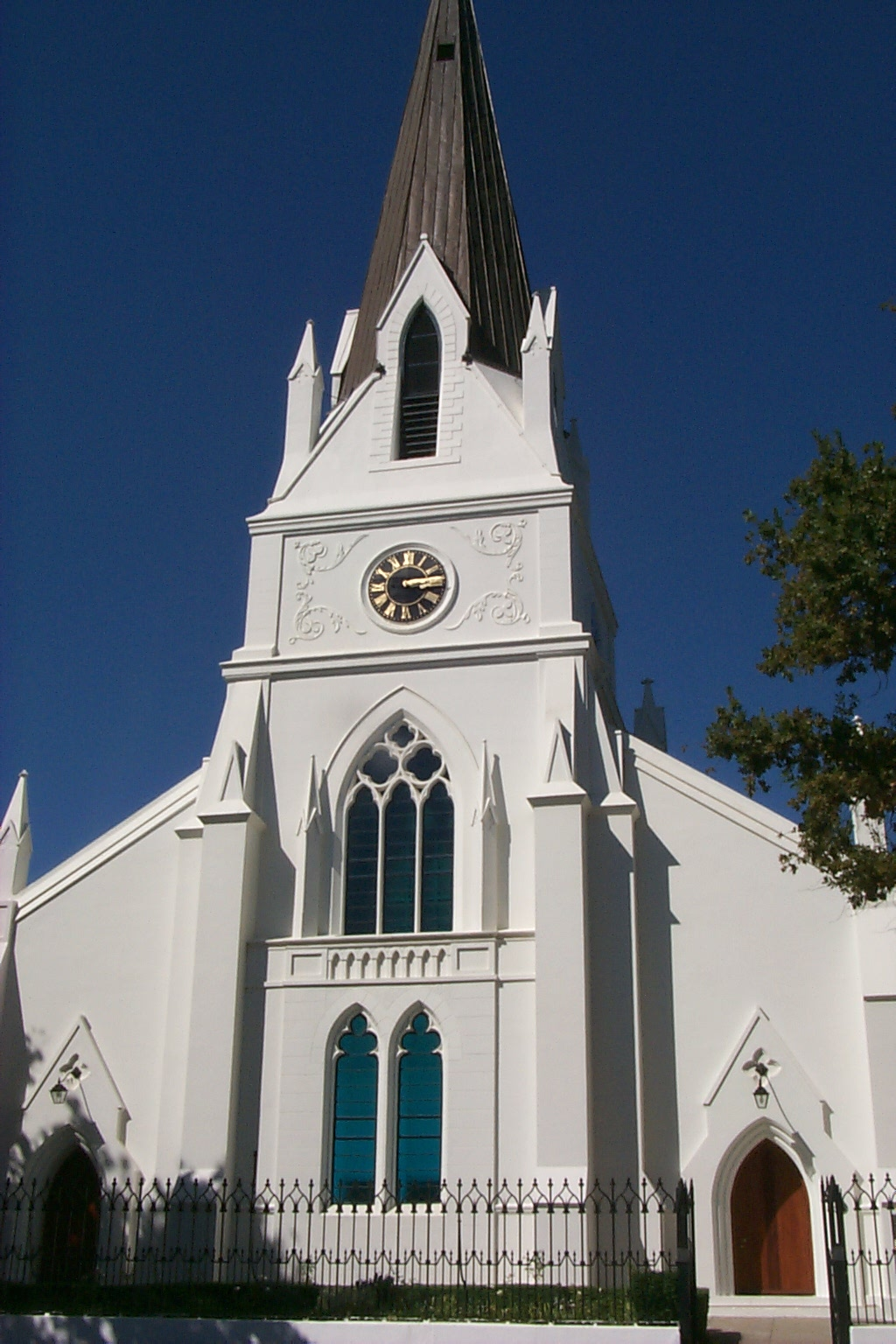
Die Moederkerk in Stellenbosch

- Niederländisch-reformierte Kirche, Caledon
- Niederländisch-reformierte Kirche, Clanwilliam
- Niederländisch-reformierte Kirche und Pfarrhaus, Fraserburg
- Niederländisch-reformierte Kirche, Heidelberg
- Niederländisch-reformierte Kirche, Hopedale
- Niederländisch-reformierte Kirche, Jansenville
- Niederländisch-reformierte Kirche, Kroonstad
- Niederländisch-reformierte Kirche, Ladismith
- Niederländisch-reformierte Kirche, Middelburg
- Niederländisch-reformierte Kirche, Mosselbaai
- Niederländisch-reformierte Kirche, Oudtshoorn
- Niederländisch-reformierte Kirche, Pearston
- Niederländisch-reformierte Kirche, Piketberg
- Niederländisch-reformierte Kirche, Somerset East
- Niederländisch-reformierte Moederkerk, Stellenbosch
- Niederländisch-reformierte Kirche, Tulbagh
- Niederländisch-reformierte Kirche, Willowmore
- Victoria College, Stellenbosch
- Wesleyan Church, Robertson
- YMCA Building, Stellenbosch
- Zion Mission Church, Paarl
- Zweite Niederländisch-reformierte Kirche, Ceres
- Zweite Niederländisch-reformierte Kirche, Heidelberg

| Personendaten    | Personendaten               |
| ---------------- | --------------------------- |
| NAME             | Hager, Carl Otto            |
| KURZBESCHREIBUNG | deutscher Architekt         |
| GEBURTSDATUM     | 16. Oktober 1813            |
| GEBURTSORT       | Dresden, Königreich Sachsen |
| STERBEDATUM      | 8. Oktober 1898             |
| STERBEORT        | Stellenbosch, Kapkolonie    |